# Шарифова Фірангіз Аббасмірза-кизи
Фірангіз Аббасмірза-кизи Шарифова (6 лютого 1924, Баку — 20 лютого 2014, там же) — азербайджанська і радянська акторка театру і кіно, співачка (сопрано). Народна артистка Азербайджанської РСР (1969).

## Життєпис
Фірангіз Шарифова народилася в артистичній родині: батько — Аббас-Мірза Шаріфзаде, актор театру і режисер, мати — Марзія Давудова, акторка театру і кіно, народна артистка СРСР.
Виступати на сцені почала з 6 років. Навчалася в хореографічному училищі. Потім за порадою Узеїра Гаджибекова вступила на вокальний факультет Азербайджанської державної консерваторії (нині — Бакинська музична академія), після закінчення якої виступала на сцені Азербайджанського театру музичної комедії.
Пізніше перейшла до Азербайджанського державного театру юного глядача.
За своє творче життя акторка втілила безліч яскравих театральних образів. Виконувала ролі в таких постановках, як «Для чого ти живеш?», «Білий верблюд» та «Махмуд і Марьям», за однойменними романами народного письменника Азербайджану Ельчіна Ефендієва і багатьох інших.
Фірангіз Шарифова — також акторка дубляжу.
Онук — Ельдар Гасимов, співак, актор, переможець конкурсу пісні Євробачення-2011.
Померла Фірангіз Шарифова 20 лютого 2014 року.. Похована на Алеї почесного поховання в Баку.

## Нагороди
- Орден «Слава» (Азербайджан)
- Народна артистка Азербайджанської РСР (1969)

## Ролі в театрі
- «Аршин мал алан» Узеїра Гаджибекова — Гюльчохра
- «Баядера» Імре Кальмана — Баядера
- «Кето і Коте» — Кето
- «Дурна» Саїда Рустамова — Дурна

## Ролі в кіно
1. 1971 — «Головне інтерв'ю»
2. 1977 — «Гаріб в країні Джинів» — Тукез (дублювала Світлана Коновалова)
3. 1978 — «Дачний будиночок для однієї сім'ї» — мати
4. 1981 — «Акорди довгого життя» — дружина Зардабі
5. 1978 — «Прилітала сова»
6. 1984 — «Легенда Срібного озера» — Фатьма-ханум
7. 1986 — «Листопад в пору літа» — Гюллена
8. 1986 — «Особливі обставини» (азерб. Xüsusi vəziyyət) — мати Халіди
9. 1989 — «Якщо сусід гарний…» (азерб. Qonşu qonşu olsa...)
10. 1990 — «День страти» (азерб. Qətl günü)